# Ягодино (Зубцовский район)
Ягодино — деревня в Зубцовском районе Тверской области, входит в состав Ульяновского сельского поселения.

## География
Деревня расположена на берегу реки Ржать в 15 км на север от центра поселения деревни Ульяново и в 51 км на северо-восток от районного центра Зубцова. 

## История
В конце XIX — начале XX века деревня являлась центром Первитинской волости Зубцовского уезда Тверской губернии. В 1859 году в деревне было 20 дворов, земская школа, 2 ветряные мельницы, крупорушка, маслобойня, красильня, кузница; промыслы: пастухи, камнетесы.
С 1929 года деревня входила в состав Белавинского сельсовета Погорельского района Ржевского округа Западной области, с 1935 года — в составе Калининской области, с 1960 года — в составе Зубцовского района, с 1994 года — в составе Белавинского сельского округа, с 2005 года — в составе Ульяновского сельского поселения. 

## Население
| 1859 | 2002 | 2010 |
| ---- | ---- | ---- |
| 182  | ↘19  | ↘12  |